# Kolcosterek miedziany
Kolcosterek miedziany (Discosura letitiae) – gatunek małego ptaka z rodziny kolibrowatych (Trochilidae), podrodziny paziaków (Lesbiinae). Znany jedynie z dwóch okazów mających pochodzić z Boliwii. W Czerwonej księdze gatunków zagrożonych IUCN ma status gatunku niedostatecznie rozpoznanego (DD, Data Deficient).

## Taksonomia
Po raz pierwszy gatunek opisali Jules Bourcier i Étienne Mulsant, nadając mu nazwę Trochilus letitiae. Opis ukazał się w 1852 na łamach Annales des sciences physiques et naturelles, d'agriculture et d'industrie. Holotyp, tak jak i jeden paratyp, miał pochodzić z nieokreślonego siedliska w Boliwii. Zważywszy, iż informacje dotyczące pochodzenia XIX-wiecznych ptasich skórek mogą być błędne, oraz ze względu na historyczne zmiany granic (patrz: historia Boliwii), okazy te wcale nie musiały pochodzić z Boliwii. Według wyników badań opublikowanych w 1999 jedyne dwa znane okazy nie są spreparowanymi młodocianymi rakietnikami (Discosura longicaudus) ani hybrydami, co wskazuje na ich przynależność do odrębnego gatunku.
Obydwa zabite ptaki musiały być samcami o w pełni rozwiniętym upierzeniu, na co wskazują: połyskujące gardło i wierzch głowy, wydłużone sterówki oraz budowa pochwy rogowej na górnej szczęce. Holotyp (według danych z 1999) znajduje się w Muzeum Historii Naturalnej w Londynie. Od Bourciera uzyskał go John Gould. Drugi okaz znajduje się w Amerykańskim Muzeum Historii Naturalnej.

## Morfologia
Autor podał następujące wymiary dla holotypu: długość dzioba 15 mm, długość skrzydeł 42 mm, długość środkowych sterówek 16 mm (zewnętrznych: 37 mm), całkowita długość: 90 mm. W przeciwieństwie do rakietnika u kolcosterka miedzianego brak jest czarnej plamki na gardle. Grzbiet ma barwę miedzianobrązową, podobnie jak i kuper, na którym występuje biały pasek. Niższą część piersi i brzuch porastają pióra matowe, zielonobrązowe. Zewnętrzne sterówki (O4 i O5) są wąskie i zaostrzone, nie występuje na nich rozszerzenie na kształt rakiet, jak u rakietnika.

## Status
Międzynarodowa Unia Ochrony Przyrody (IUCN) nadała kolcosterkowi miedzianemu status gatunku niedostatecznie rozpoznanego (DD, Data Deficient). Według danych z 2010 był to jeden z zaledwie 3 gatunków ptaków (z ogólnej liczby 63 o statusie DD), w przypadku których o nadaniu statusu zaważyła nie tylko niewielka liczba okazów (2 okazy znajdujące się w Muzeum Historii Naturalnej w Londynie oraz Amerykańskim Muzeum Historii Naturalnej w Nowym Jorku), ale i mała wiarygodność danych co do ich pochodzenia.